# Iris pseudacorus
Iris pseudacorus (žuta vodena perunika, barska perunika) je trajna zeljasta biljka iz porodice Iridaceae. Rasprostranjena je u Evropi, zapadnoj Aziji i severozapadnoj Africi, a alohtona je na područjima Severne i Južne Amerike kao i na području Novog Zelanda.

## Opis
Stabljika je uspravna, valjkasta, glatka, visine 60-120cm. Listovi su uspravni, linearni, zašiljeni pri vrhu. Obodom su celi, mogu dostići dužinu do 90cm, a širina im je 1-3cm. Cvetovi su dvopolni, nisu mirisni. Nalaze se na dugim drškama koje polaze iz pazuha zelenih brakteja. Građeni su od 6 žutih petala, 3 prašnika i trodelnog potcvetnog plodnika. Period cvetanja traje od aprila do jula. Plod je krupna kapsula koja sadrži do 120 belih semena, koja očvrsnu i postanu braon.

## Širenje
Primaran način širenja jeste voda. Međutim, usled presađivanja rizoma u svrhu baštovanstva omogućava se dalje širenje u životnu sredinu. Nije poznato da li neke ptica prenose semena ove vrste.

## Stanište
Raste na vlažnim mestima, na močvarnim livadama, uz obale reka i u kanalima. Uzgaja se i kao ukrasna biljka.

## Invazivnost van prirodnog areala
Barska perunika je iz Starog sveta veštački uneta na druge kontinente (npr. u Kanadu i Novi Zeland), gde ponegde može da formira velike populacije koje potiskuju autohtone vrste. Rizomi su u stanju da prežive i određene stepene suše.
Rizomi i semena se mogu prenositi vodenim tokovima, omogućavajući dalje širenje biljke. Ustanovljeno je da semenje ostaje plodno i nakon požara. Vađenje rizoma radi sprečavanja daljeg širenja nije se pokazalo kao efektivno rešenje sprečavanja širenja.

## Galerija
- Rizom
- Seme